# 查克·吉尔摩
小查尔斯·E·吉尔摩（英語：Charles E. Gilmur Jr.，1922年8月13日—2011年1月14日），美国NBA联盟职业篮球运动员。